# Собор Святой Девы Марии (Лимерик)
Собор Святой Девы Марии (англ. The Cathedral of Saint Mary Blessed Virgin) — англиканский собор Церкви Ирландии в Лимерике в Ирландии, резиденция епископа Лимерика.
Также известен как Собор Святой Марии или просто Лимерикский собор.

## О соборе
В 1111 году на Синоде Рэтбрессил (англ. Synod of Rathbrassil) было принято решение, что собором Епархии Лимерика станет Церковь Святой Марии.
Церковь была основана в 1168 году на месте дворца, пожертвованного последним королём Мунстера Домналлом Мором Уа Бриайном. Эксперты считают, что частично сохранившиеся элементы дворца были включены в структуру собора. Особенно выделяется дверь на западном фасаде — предположительно это был главный вход во дворец.
Башня была пристроена к собору в XIV веке и достигает в высоту около 36,5 м.
Во времена Реформации собор перешёл в собственность новообразованной англиканской Церкви Ирландии.
Является одним из двух соборов Лимерика, второй — католический Собор Святого Иоанна Крестителя.

## Фотографии

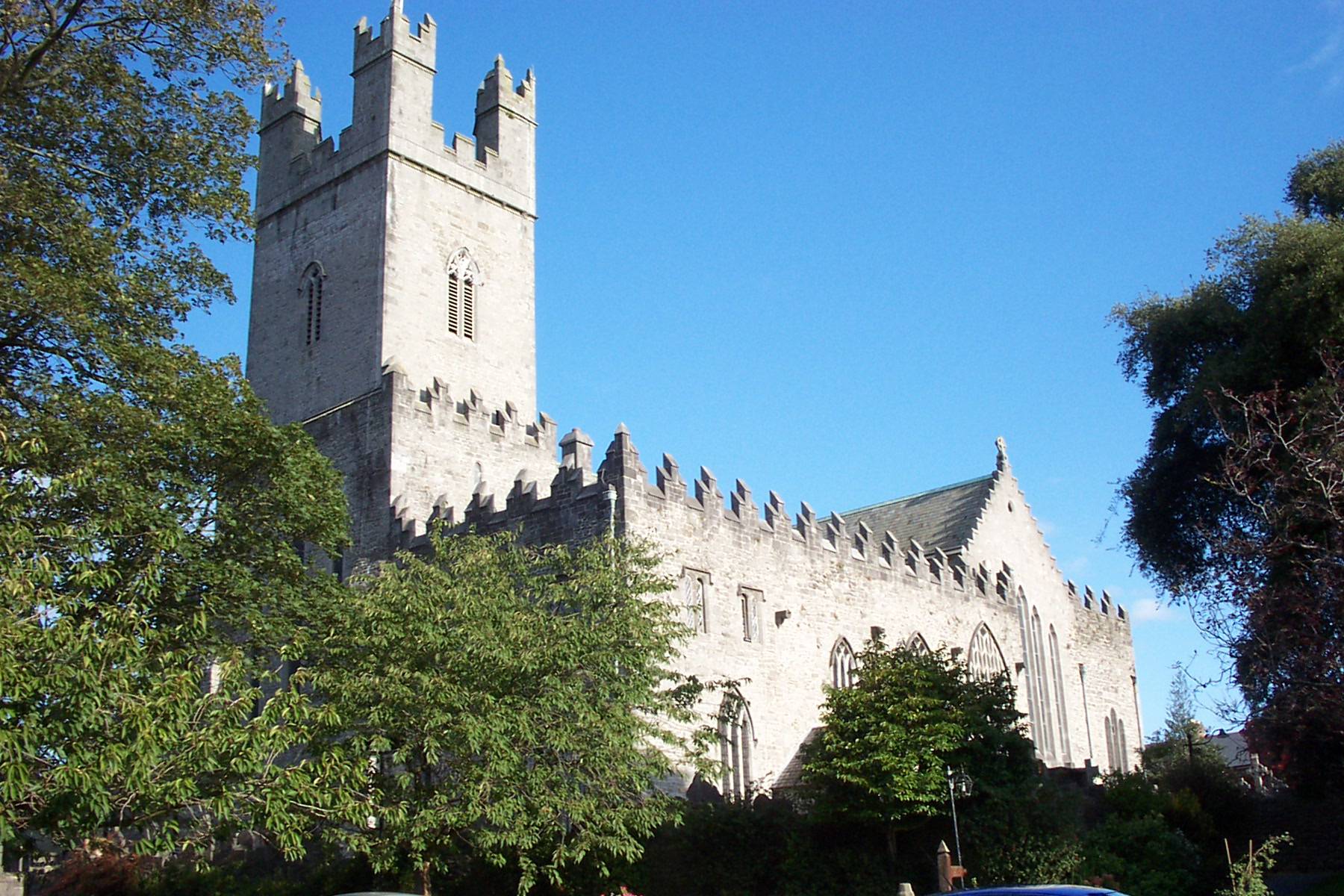
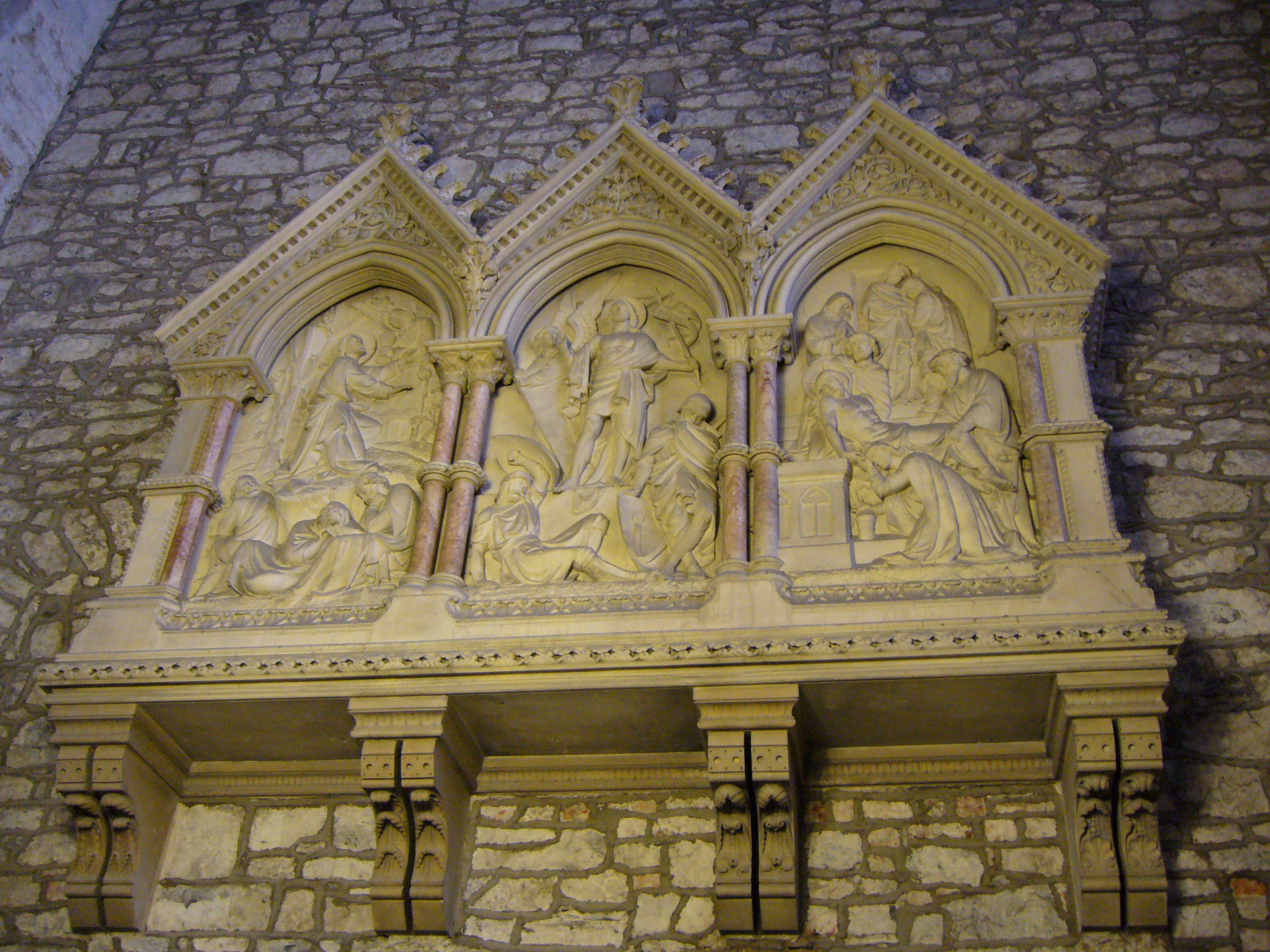
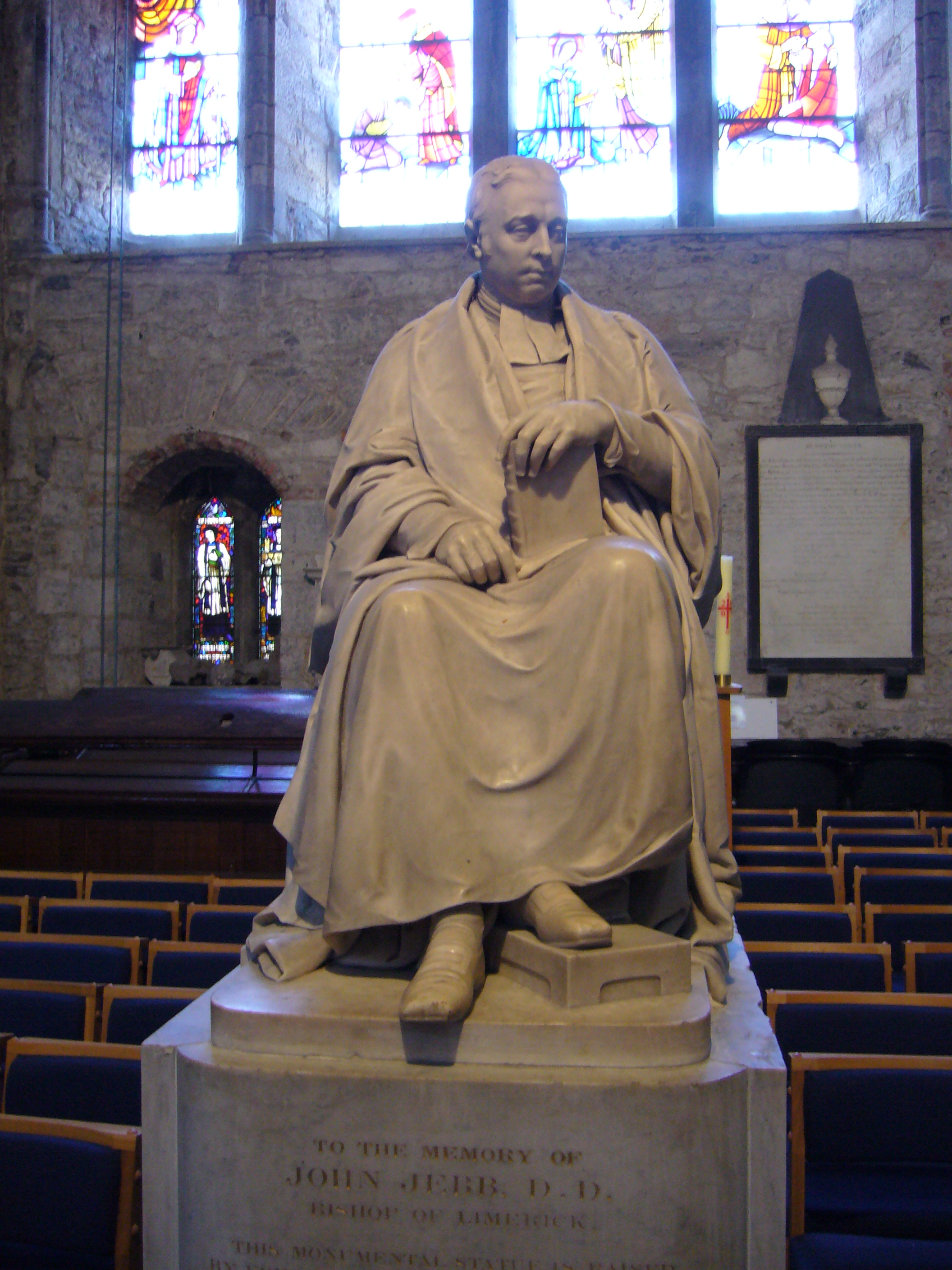